# Сельское поселение «Село Поздняково»
Сельское поселение «Село Поздняково» — муниципальное образование в Ульяновском районе Калужской области.
Административный центр — село Поздняково.

## Населённые пункты
В состав сельского поселения входят 25 населённых пунктов, его границы определены законом Калужской области от 04 октября 2004 года № 354-ОЗ.
| №  | Населённый пункт | Тип населённого пункта       | Население |
| -- | ---------------- | ---------------------------- | --------- |
| 1  | Аннино           | деревня                      | ↘0        |
| 2  | Брежнево         | деревня                      | ↘113      |
| 3  | Вейно            | село                         | ↘11       |
| 4  | Верхняя Передель | деревня                      | →44       |
| 5  | Горянский        | посёлок                      | →0        |
| 6  | Громоздово       | деревня                      | ↘2        |
| 7  | Грынские Дворики | деревня                      | ↘0        |
| 8  | Долгая           | деревня                      | ↘2        |
| 9  | Ерши             | деревня                      | →0        |
| 10 | Касьяново        | село                         | ↘122      |
| 11 | Кирейково        | село                         | ↘135      |
| 12 | Кондратовка      | деревня                      | ↘0        |
| 13 | Краснополье      | деревня                      | →0        |
| 14 | Леоново          | деревня                      | →0        |
| 15 | Лосев            | деревня                      | ↘2        |
| 16 | Нижняя Передель  | деревня                      | ↘27       |
| 17 | Николаевка       | деревня                      | →0        |
| 18 | Новый Свет       | деревня                      | ↘0        |
| 19 | Паком            | деревня                      | →0        |
| 20 | Поздняково       | село, административный центр | ↗94       |
| 21 | Романовка        | деревня                      | →0        |
| 22 | Старые Выселки   | деревня                      | ↘0        |
| 23 | Тимофенки        | деревня                      | ↘16       |
| 24 | Труд             | деревня                      | →0        |
| 25 | Юрьевка          | деревня                      | →0        |

## Население
| 2010 | 2012 | 2013 | 2014 | 2015 | 2016 | 2017 |
| ---- | ---- | ---- | ---- | ---- | ---- | ---- |
| 568  | ↘539 | ↘504 | ↘491 | ↗492 | ↘473 | →473 |
| 2018 | 2019 | 2020 | 2021 |      |      |      |
| ↘466 | ↘452 | ↘446 | ↘417 |      |      |      |